# Liselotte Losch
Liselotte Losch (* 11. November 1917 in Berlin; † 21. November 2011; nach Heirat Lieselotte Metternich) war eine deutsche Opernsängerin (Sopran).

## Leben
Liselotte Losch studierte Gesang bei Lorenz Hofer in Berlin. Nach ihrer Gesangsausbildung übernahm sie ein vierjähriges Engagement (1939–1942) am Theater Ulm. Nachfolgend sang sie an der Volksoper Berlin (1942–1944) und an der Städtischen Oper Berlin (1945–1948). An der Städtischen Oper sang sie in der Spielzeit 1945/46 jeweils in Neuinszenierungen die Titelrolle in Martha und die Amelia in Simon Boccanegra. In der Spielzeit 1947/48 folgte dort die Concepción in Die spanische Stunde. Nach ihrem Wechsel an die Berliner Staatsoper unter den Linden gastierte Losch in der Spielzeit 1950/51 nochmals an der Städtischen Oper Berlin. Sie übernahm unter der musikalischen Leitung von Leopold Ludwig als Gast die Lady Billows in der Berliner Erstinszenierung von Albert Herring.
In der Spielzeit 1947/48 gastierte Losch als Königin der Nacht in Die Zauberflöte und als Konstanze in Die Entführung aus dem Serail mehrfach an der Staatsoper Unter den Linden in Berlin, an der sie dann ab der Spielzeit 1948/49 bis 1961 zum festen Ensemble gehörte. Dort lernte sie auch ihren späteren Mann, den Bariton Josef Metternich, kennen.
An der Berliner Staatsoper sang Losch alle großen Rollen ihres Faches, wozu insbesondere die Violetta in La traviata gehörte, die sie dort ab September 1948 regelmäßig immer wieder sang. In der Spielzeit 1948/49 trat sie neben ihren bisherigen Rollen auch als Donna Elvira in Don Giovanni, in den drei Frauenrollen in Hoffmanns Erzählungen, als Frau Fluth in Die lustigen Weiber von Windsor und als Gilda in Rigoletto auf. Ab der Spielzeit 1949/50 sang sie an der Berliner Staatsoper auch die Titelrolle in Manon. In der Spielzeit 1951/52 übernahm sie die Nedda in einer Neuinszenierung von Der Bajazzo. Ab 1952 war sie auch als Zdenka in Arabella zu hören. In der Spielzeit 1952/53 sang sie an der Berliner Staatsoper die Titelrolle in einer Neuinszenierung der Oper Halka von Stanisław Moniuszko. In der Spielzeit 1953/54 folgte als neue Rolle die Prinzessin Elvira in der Premiere von Die Stumme von Portici. In der Spielzeit 1955/56 war sie die Donna Elvira in einer Don Giovanni-Neuinszenierung in der Regie von Heinz Arnold. In der Spielzeit 1956/57 übernahm sie die Ottavia in einer Neuinszenierung von Die Krönung der Poppea. Im April 1961 sang sie als Nedda und Zdenka wenige Monate vor dem Mauerbau ihre letzten Vorstellungen an der Berliner Staatsoper.
Im Bereich der Operette arbeitete Liselotte Losch wiederholt mit dem Dirigenten Franz Marszalek vom WDR Köln zusammen. An diesem Sender entstanden mit ihr folgende Gesamtaufnahmen: Der Zigeunerprimas (Kálmán), Karneval in Rom (Strauß) und Paganini (Lehár).
Losch sang als Partnerin mit bekannten Sangeskolleginnen und -kollegen ihrer Zeit wie Gisela Behm, Maria Stader, Marianne Schech, Anny Schlemm, Rita Streich, Erika Köth, Leonie Rysanek, Rudolf Schock, Josef Greindl, Karl-Olof Johansson und natürlich mit ihrem Mann. Ein von ihr bevorzugter Sangeskollege war Peter Anders.
Liselotte Losch und ihr Mann wohnten in Feldafing am Starnberger See, wo Losch als gesuchte Gesangspädagogin tätig war. Ihre Schüler bzw. Schülerinnen waren u. a. Dominique Hopf, Gabriele Ramm und Gudrun Wagner-Jones. Ihre letzte Ruhestätte fand sie auf dem Friedhof in Feldafing an der Seite ihres Mannes.

## Theater
- 1951/52: Richard Mohaupt: Die Bremer Stadtmusikanten (Glucke) – Regie: Erich Witte (Deutsche Staatsoper Berlin)
- 1953: Daniel-François-Esprit Auber: Die Stumme von Portici (Elvira) – Regie: Hans-Erich Korbschmitt/Wilhelm Neef (Deutsche Staatsoper Berlin)

## Diskografie (Auswahl)
- Die Zauberflöte (Deutsche Grammophon, 1954, als Zweite Dame)
- Der Zigeunerprimas (Cantus Classics, 1949) (WDR-Produktion unter Franz Marszalek, als Sari)
- Paganini (Membran, 1952) (WDR-Produktion unter Franz Marszalek, als Bella Giretti)